# Young Hollywood Award
Der Young Hollywood Award ist ein Preis, der die besten Künstler des Jahres unter anderem in den Kategorien „Popmusik“, „Film“, „Sport“, „Fernsehen“ und „Mode“ kürt. Die Vergabe der Young Hollywood Awards wird durch Jugendliche im Alter von 13 bis 19 Jahren sowie jungen Erwachsenen entschieden. Der Preis soll jüngere Künstler in Hollywood fördern und zu größerer Popularität bringen. An der Auswahl partizipiert immer eine sehr große Zahl an Teilnehmern, wie schon unter anderem Taylor Swift, Justin Bieber, AnnaSophia Robb und Nick Jonas. 2013 trat die House-DJ Brazzabelle auf der Verleihung auf.
Die Young Hollywood Awards wurden im Jahre 1999 gestartet. Die Preisverleihung wurde zunächst in den Vereinigten Staaten auf dem Fernsehsender Fox ausgestrahlt, wird seit 2013 aber auf The CW gezeigt.

## Kategorien
Im Jahre 2010 wurden Preise unter folgenden Kategorien vergeben:
- Young Hollywood Newcomer of the Year
- Young Hollywood Artist of the Year
- Young Hollywood Superstar in the Making
- Young Hollywood Breakthrough of the Year
- Young Hollywood Comedian of the Year
- Young Hollywood Cast to Watch
- Young Hollywood Making their Mark
- Young Hollywood Style Icon

Die früheren Kategorien Superstar of Tomorrow und Best Rolemodel werden mittlerweile nicht mehr vergeben.